# Dinocheirus solus
Espèce
Dinocheirus solus est une espèce de pseudoscorpions de la famille des Chernetidae.

## Distribution
Cette espèce est endémique d'Illinois aux États-Unis. Elle se rencontre dans le comté de Winnebago.

## Publication originale
- Hoff, 1949 : The pseudoscorpions of Illinois. Bulletin of the Illinois Natural History Survey, vol. 24, p. 407-498 (texte intégral).